# Liste der Biografien/Mice
Liste der Biografien |
Portal Biografien |
Personensuche
# |
A |
B |
C |
D |
E |
F |
G |
H |
I |
J |
K |
L |
M |
N |
O |
P |
Q |
R |
S |
T |
U |
V |
W |
X |
Y |
Z |
?
 
Ma |
Mb |
Mc |
Md |
Me |
Mf |
Mg |
Mh |
Mi |
Mj |
Mk |
Ml |
Mm |
Mn |
Mo |
Mp |
Mq |
Mr |
Ms |
Mt |
Mu |
Mv |
Mw |
Mx |
My |
Mz
 
Mia |
Mib |
Mic |
Mid |
Mie |
Mif |
Mig |
Mih–Mik |
Mil |
Mim |
Min |
Mio |
Mip |
Miq |
Mir |
Mis |
Mit |
Miu |
Miv |
Miw |
Mix |
Miy |
Miz
 
Mica |
Micc |
Mice |
Micf |
Mich |
Mici |
Mick |
Micl |
Mico |
Micr |
Micu |
Micy
Die Liste der Biografien führt alle Personen auf, die in der deutschsprachigen Wikipedia einen Artikel haben. Dieses ist eine Teilliste mit 12 Einträgen von Personen, deren Namen mit den Buchstaben „Mice“ beginnt.

## Mice
- Mice, Tomas (* 1986), litauischer Radrennfahrer

### Micel
- Miceli, Angelo (* 1994), italo-kanadischer Eishockeyspieler
- Miceli, Camille (* 1972), italienisch-französische Modeschöpferin
- Miceli, Debrah Ann (* 1964), italienisch-US-amerikanische Monstertruck-Fahrerin und eine ehemalige WrestlerinDebrah Ann Miceli (* 1964)

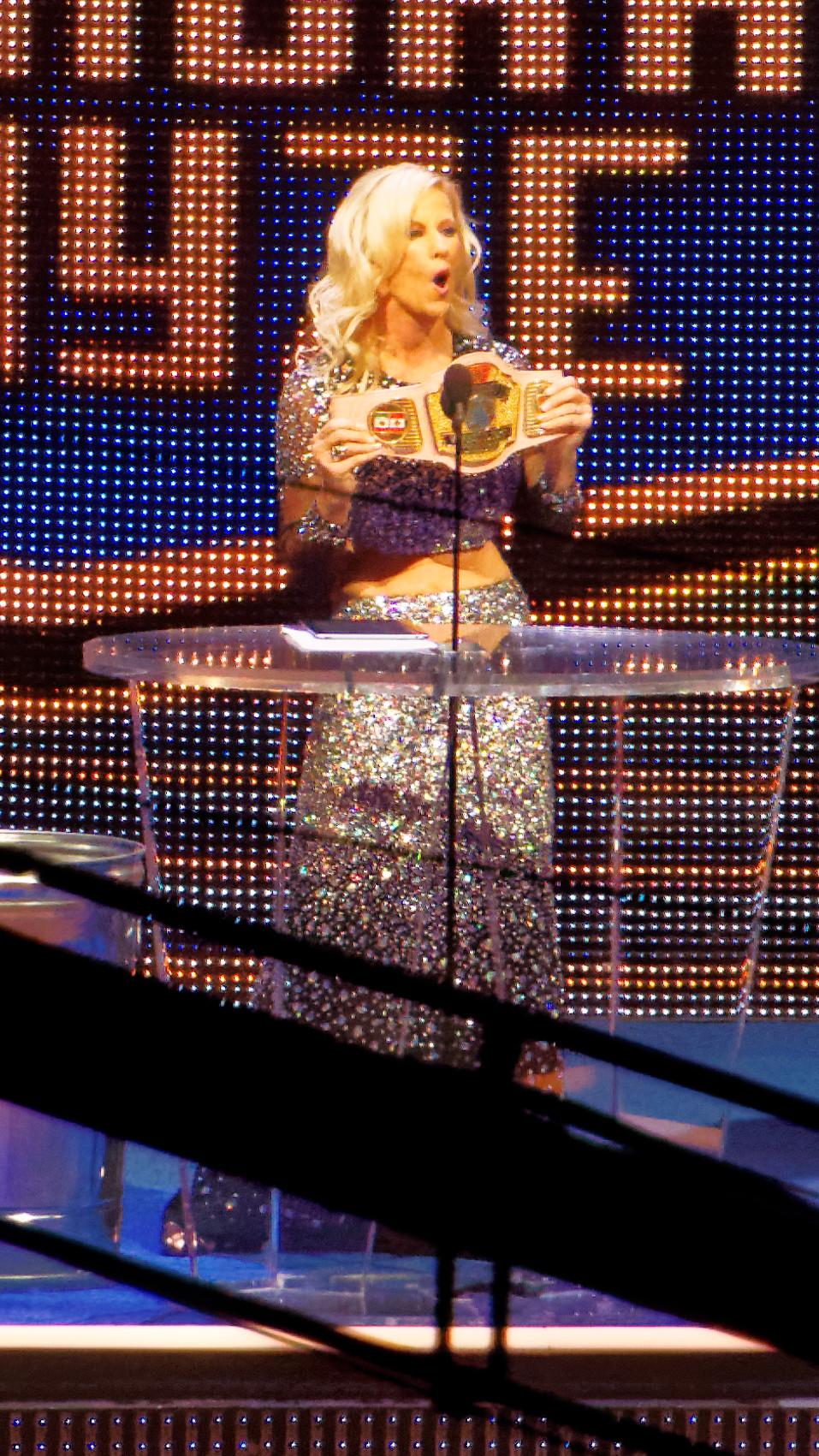
Debrah Ann Miceli (* 1964)

- Miceli, Felisa (* 1952), argentinische Politikerin
- Miceli, Fernando (* 1963), argentinischer Sänger und Komponist
- Miceli, Martina (* 1973), italienische Wasserballspielerin
- Miceli, Tony (* 1960), amerikanischer Jazzmusiker (Vibraphon, Komposition)

### Micen
- Micenmacher, Youval (* 1949), französischer Perkussionist und Schauspieler

### Micev
- Micevski, David (* 1986), australischer Fußballspieler
- Micevski, Mike (* 1954), australischer Fußballspieler
- Mičevski, Toni (* 1970), mazedonischer Fußballspieler